# Mahmud-i-Raqi
Mahmud-i-Raqi es la capital de la Provincia de Kāpīsā, en Afganistán. Se encuentra a 1.450 m s. n. m. y tiene una población de 7.407 habitantes.
- Datos: Q600514